# Lista över countyn i Texas

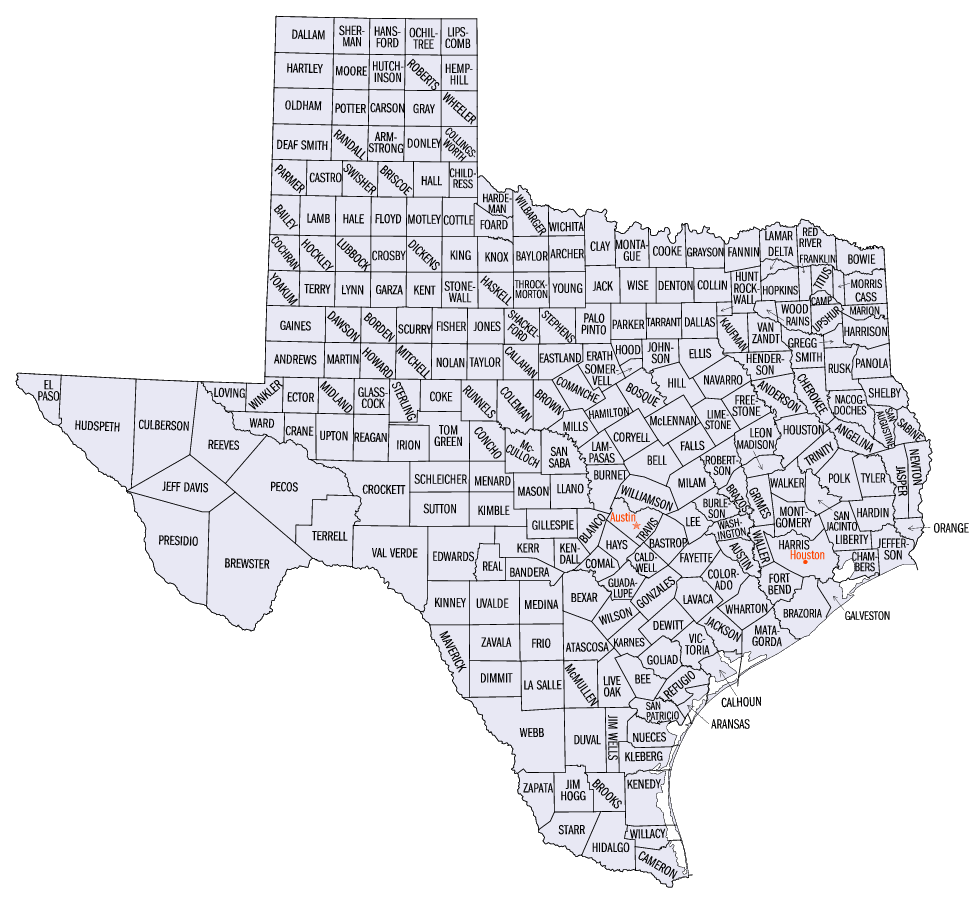
Texas countyn.

Detta är en lista över de 254 countyn som finns i delstaten Texas i USA.
| County               | Huvudort (county seat) | Grundad |
| -------------------- | ---------------------- | ------- |
| Anderson County      | Palestine              | 1846    |
| Andrews County       | Andrews                | 1876    |
| Angelina County      | Lufkin                 | 1846    |
| Aransas County       | Rockport               | 1871    |
| Archer County        | Archer City            | 1858    |
| Armstrong County     | Claude                 | 1876    |
| Atascosa County      | Jourdanton             | 1856    |
| Austin County        | Bellville              | 1836    |
| Bailey County        | Muleshoe               | 1876    |
| Bandera County       | Bandera                | 1856    |
| Bastrop County       | Bastrop                | 1836    |
| Baylor County        | Seymour                | 1858    |
| Bee County           | Beeville               | 1857    |
| Bell County          | Belton                 | 1850    |
| Bexar County         | San Antonio            | 1836    |
| Blanco County        | Johnson City           | 1858    |
| Borden County        | Gail                   | 1876    |
| Bosque County        | Meridian               | 1854    |
| Bowie County         | Boston                 | 1840    |
| Brazoria County      | Angleton               | 1836    |
| Brazos County        | Bryan                  | 1841    |
| Brewster County      | Alpine                 | 1887    |
| Briscoe County       | Silverton              | 1876    |
| Brooks County        | Falfurrias             | 1911    |
| Brown County         | Brownwood              | 1856    |
| Burleson County      | Caldwell               | 1846    |
| Burnet County        | Burnet                 | 1852    |
| Caldwell County      | Lockhart               | 1848    |
| Calhoun County       | Port Lavaca            | 1846    |
| Callahan County      | Baird                  | 1858    |
| Cameron County       | Brownsville            | 1848    |
| Camp County          | Pittsburg              | 1874    |
| Carson County        | Panhandle              | 1876    |
| Cass County          | Linden                 | 1846    |
| Castro County        | Dimmitt                | 1876    |
| Chambers County      | Anahuac                | 1858    |
| Cherokee County      | Rusk                   | 1846    |
| Childress County     | Childress              | 1876    |
| Clay County          | Henrietta              | 1857    |
| Cochran County       | Morton                 | 1876    |
| Coke County          | Robert Lee             | 1889    |
| Coleman County       | Coleman                | 1858    |
| Collin County        | McKinney               | 1846    |
| Collingsworth County | Wellington             | 1876    |
| Colorado County      | Columbus               | 1836    |
| Comal County         | New Braunfels          | 1846    |
| Comanche County      | Comanche               | 1856    |
| Concho County        | Paint Rock             | 1858    |
| Cooke County         | Gainesville            | 1848    |
| Coryell County       | Gatesville             | 1854    |
| Cottle County        | Paducah                | 1876    |
| Crane County         | Crane                  | 1887    |
| Crockett County      | Ozona                  | 1875    |
| Crosby County        | Crosbyton              | 1876    |
| Culberson County     | Van Horn               | 1911    |
| Dallam County        | Dalhart                | 1876    |
| Dallas County        | Dallas                 | 1846    |
| Dawson County        | Lamesa                 | 1846    |
| Deaf Smith County    | Hereford               | 1876    |
| Delta County         | Cooper                 | 1870    |
| Denton County        | Denton                 | 1846    |
| DeWitt County        | Cuero                  | 1846    |
| Dickens County       | Dickens                | 1876    |
| Dimmit County        | Carrizo Springs        | 1858    |
| Donley County        | Clarendon              | 1876    |
| Duval County         | San Diego              | 1858    |
| Eastland County      | Eastland               | 1858    |
| Ector County         | Odessa                 | 1887    |
| Edwards County       | Rocksprings            | 1858    |
| El Paso County       | El Paso                | 1848    |
| Ellis County         | Waxahachie             | 1849    |
| Erath County         | Stephenville           | 1856    |
| Falls County         | Marlin                 | 1850    |
| Fannin County        | Bonham                 | 1837    |
| Fayette County       | La Grange              | 1837    |
| Fisher County        | Roby                   | 1876    |
| Floyd County         | Floydada               | 1876    |
| Foard County         | Crowell                | 1891    |
| Fort Bend County     | Richmond               | 1837    |
| Franklin County      | Mount Vernon           | 1875    |
| Freestone County     | Fairfield              | 1850    |
| Frio County          | Pearsall               | 1858    |
| Gaines County        | Seminole               | 1876    |
| Galveston County     | Galveston              | 1838    |
| Garza County         | Post                   | 1876    |
| Gillespie County     | Fredericksburg         | 1848    |
| Glasscock County     | Garden City            | 1887    |
| Goliad County        | Goliad                 | 1836    |
| Gonzales County      | Gonzales               | 1836    |
| Gray County          | Pampa                  | 1876    |
| Grayson County       | Sherman                | 1846    |
| Gregg County         | Longview               | 1873    |
| Grimes County        | Anderson               | 1846    |
| Guadalupe County     | Seguin                 | 1846    |
| Hale County          | Plainview              | 1876    |
| Hall County          | Memphis                | 1876    |
| Hamilton County      | Hamilton               | 1856    |
| Hansford County      | Spearman               | 1876    |
| Hardeman County      | Quanah                 | 1858    |
| Hardin County        | Kountze                | 1858    |
| Harris County        | Houston                | 1836    |
| Harrison County      | Marshall               | 1839    |
| Hartley County       | Channing               | 1876    |
| Haskell County       | Haskell                | 1858    |
| Hays County          | San Marcos             | 1848    |
| Hemphill County      | Canadian               | 1876    |
| Henderson County     | Athens                 | 1846    |
| Hidalgo County       | Edinburg               | 1852    |
| Hill County          | Hillsboro              | 1853    |
| Hockley County       | Levelland              | 1876    |
| Hood County          | Granbury               | 1866    |
| Hopkins County       | Sulphur Springs        | 1846    |
| Houston County       | Crockett               | 1837    |
| Howard County        | Big Spring             | 1876    |
| Hudspeth County      | Sierra Blanca          | 1917    |
| Hunt County          | Greenville             | 1846    |
| Hutchinson County    | Stinnett               | 1876    |
| Irion County         | Mertzon                | 1889    |
| Jack County          | Jacksboro              | 1856    |
| Jackson County       | Edna                   | 1836    |
| Jasper County        | Jasper                 | 1836    |
| Jeff Davis County    | Fort Davis             | 1887    |
| Jefferson County     | Beaumont               | 1836    |
| Jim Hogg County      | Hebbronville           | 1913    |
| Jim Wells County     | Alice                  | 1911    |
| Johnson County       | Cleburne               | 1854    |
| Jones County         | Anson                  | 1854    |
| Karnes County        | Karnes City            | 1854    |
| Kaufman County       | Kaufman                | 1848    |
| Kendall County       | Boerne                 | 1862    |
| Kenedy County        | Sarita                 | 1921    |
| Kent County          | Jayton                 | 1876    |
| Kerr County          | Kerrville              | 1856    |
| Kimble County        | Junction               | 1858    |
| King County          | Guthrie                | 1876    |
| Kinney County        | Brackettville          | 1850    |
| Kleberg County       | Kingsville             | 1913    |
| Knox County          | Benjamin               | 1858    |
| La Salle County      | Cotulla                | 1858    |
| Lamar County         | Paris                  | 1840    |
| Lamb County          | Littlefield            | 1876    |
| Lampasas County      | Lampasas               | 1856    |
| Lavaca County        | Hallettsville          | 1842    |
| Lee County           | Giddings               | 1874    |
| Leon County          | Centerville            | 1846    |
| Liberty County       | Liberty                | 1836    |
| Limestone County     | Groesbeck              | 1846    |
| Lipscomb County      | Lipscomb               | 1876    |
| Live Oak County      | George West            | 1856    |
| Llano County         | Llano                  | 1856    |
| Loving County        | Mentone                | 1931    |
| Lubbock County       | Lubbock                | 1876    |
| Lynn County          | Tahoka                 | 1876    |
| Madison County       | Madisonville           | 1856    |
| Marion County        | Jefferson              | 1860    |
| Martin County        | Stanton                | 1876    |
| Mason County         | Mason                  | 1858    |
| Matagorda County     | Bay City               | 1836    |
| Maverick County      | Eagle Pass             | 1856    |
| McCulloch County     | Brady                  | 1856    |
| McLennan County      | Waco                   | 1850    |
| McMullen County      | Tilden                 | 1858    |
| Medina County        | Hondo                  | 1848    |
| Menard County        | Menard                 | 1858    |
| Midland County       | Midland                | 1885    |
| Milam County         | Cameron                | 1836    |
| Mills County         | Goldthwaite            | 1887    |
| Mitchell County      | Colorado City          | 1876    |
| Montague County      | Montague               | 1857    |
| Montgomery County    | Conroe                 | 1837    |
| Moore County         | Dumas                  | 1876    |
| Morris County        | Daingerfield           | 1875    |
| Motley County        | Matador                | 1876    |
| Nacogdoches County   | Nacogdoches            | 1836    |
| Navarro County       | Corsicana              | 1846    |
| Newton County        | Newton                 | 1846    |
| Nolan County         | Sweetwater             | 1876    |
| Nueces County        | Corpus Christi         | 1846    |
| Ochiltree County     | Perryton               | 1876    |
| Oldham County        | Vega                   | 1876    |
| Orange County        | Orange                 | 1852    |
| Palo Pinto County    | Palo Pinto             | 1856    |
| Panola County        | Carthage               | 1846    |
| Parker County        | Weatherford            | 1855    |
| Parmer County        | Farwell                | 1876    |
| Pecos County         | Fort Stockton          | 1871    |
| Polk County          | Livingston             | 1846    |
| Potter County        | Amarillo               | 1876    |
| Presidio County      | Marfa                  | 1850    |
| Rains County         | Emory                  | 1870    |
| Randall County       | Canyon                 | 1876    |
| Reagan County        | Big Lake               | 1903    |
| Real County          | Leakey                 | 1913    |
| Red River County     | Clarksville            | 1836    |
| Reeves County        | Pecos                  | 1883    |
| Refugio County       | Refugio                | 1836    |
| Roberts County       | Miami                  | 1876    |
| Robertson County     | Franklin               | 1837    |
| Rockwall County      | Rockwall               | 1873    |
| Runnels County       | Ballinger              | 1858    |
| Rusk County          | Henderson              | 1843    |
| Sabine County        | Hemphill               | 1836    |
| San Augustine County | San Augustine          | 1836    |
| San Jacinto County   | Coldspring             | 1870    |
| San Patricio County  | Sinton                 | 1846    |
| San Saba County      | San Saba               | 1856    |
| Schleicher County    | Eldorado               | 1887    |
| Scurry County        | Snyder                 | 1876    |
| Shackelford County   | Albany                 | 1874    |
| Shelby County        | Center                 | 1836    |
| Sherman County       | Stratford              | 1876    |
| Smith County         | Tyler                  | 1846    |
| Somervell County     | Glen Rose              | 1875    |
| Starr County         | Rio Grande City        | 1848    |
| Stephens County      | Breckenridge           | 1858    |
| Sterling County      | Sterling City          | 1891    |
| Stonewall County     | Aspermont              | 1876    |
| Sutton County        | Sonora                 | 1887    |
| Swisher County       | Tulia                  | 1876    |
| Tarrant County       | Fort Worth             | 1849    |
| Taylor County        | Abilene                | 1858    |
| Terrell County       | Sanderson              | 1905    |
| Terry County         | Brownfield             | 1876    |
| Throckmorton County  | Throckmorton           | 1858    |
| Titus County         | Mount Pleasant         | 1846    |
| Tom Green County     | San Angelo             | 1874    |
| Travis County        | Austin                 | 1840    |
| Trinity County       | Groveton               | 1850    |
| Tyler County         | Woodville              | 1846    |
| Upshur County        | Gilmer                 | 1846    |
| Upton County         | Rankin                 | 1887    |
| Uvalde County        | Uvalde                 | 1850    |
| Val Verde County     | Del Rio                | 1885    |
| Van Zandt County     | Canton                 | 1848    |
| Victoria County      | Victoria               | 1836    |
| Walker County        | Huntsville             | 1846    |
| Waller County        | Hempstead              | 1873    |
| Ward County          | Monahans               | 1887    |
| Washington County    | Brenham                | 1836    |
| Webb County          | Laredo                 | 1848    |
| Wharton County       | Wharton                | 1846    |
| Wheeler County       | Wheeler                | 1876    |
| Wichita County       | Wichita Falls          | 1858    |
| Wilbarger County     | Vernon                 | 1858    |
| Willacy County       | Raymondville           | 1911    |
| Williamson County    | Georgetown             | 1848    |
| Wilson County        | Floresville            | 1860    |
| Winkler County       | Kermit                 | 1887    |
| Wise County          | Decatur                | 1856    |
| Wood County          | Quitman                | 1850    |
| Yoakum County        | Plains                 | 1876    |
| Young County         | Graham                 | 1856    |
| Zapata County        | Zapata                 | 1858    |
| Zavala County        | Crystal City           | 1846    |